# Подгрич
Подгрич (словен. Podgrič, итал. Pogricci) је насељено место у општини Випава, Горишка регија, Словенија.

## Историја
До територијалне реорганизације у Словенији био је у саставу старе општине Ајдовшчина.

## Становништво
У попису становништва из 2011. године, Подгрич је имао 53 становника.
| Број становника према пописима | Број становника према пописима | Број становника према пописима |
| ------------------------------ | ------------------------------ | ------------------------------ |
| 1991                           | 2002                           | 2011                           |
| 40                             | 53                             | 53                             |

Напомена: Године 1988. умањено за део насеља који је припојен насељу Лозице.